# Луканима, Фортунат
Фортунат Луканима (англ. Fortunatus M. Lukanima, 8 декабря 1940 года, Ирондо, Танзания — 12 марта 2014 года, Мванза, Танзания) — католический прелат, второй епископ Аруши с 6 марта 1989 года по 20 июля 1998 года.
Родился в 1940 году в населённом пункте Ирондо, Танзания. 8 декабря 1968 года был рукоположён в священники для служения в епархии Аруши. С 1985 по 1986 — секретарь Департамента социальных коммуникаций Ассоциации епископских конференций Восточной Африки и с 1986 по 1989 года — Генеральный секретарь этой же организации.
6 марта 1989 года римский папа Иоанн Павел II назначил его епископом Аруши. 13 августа 1989 года состоялось его рукоположение в епископы, которое совершил архиепископ Дар-эс-Салама кардинал Лауреан Ругамбва в сослужении с архиепископом Найроби кардиналом Морисом Майклом Отунгой и епископом Аруши Винсентом Дэннисом Дернингом.
20 июля 1998 года подал в отставку. Скончался 12 марта 2014 года в городе Мванза. Похоронен в приходе Кагунгули на острове Укереве.